# 彩虹小馬：小馬國女孩系列
《彩虹小马：坎特拉女孩》（英語：My Little Pony: Equestria Girls）為美國动画片《彩虹小馬：友情就是魔法》的衍生系列电影。該電影與電視劇的人物較為不同，人物以相似於對應於小馬國小馬配色與個性的人類作為形象。電影第一部於2013年播出，故事銜接本篇動畫第三季結局，小馬紫悅（Twilight Sparkle）加冕成為小馬國新科公主之後的劇情。臺灣東森幼幼台與香港now香港台均引進播放。全系列已於2020年6月23日第二季節播畢後完結。

## 播映列表

### 電影
| 標題                                                                                       | （北美）發布日期 | 導演            | 編劇                         | 製作                  | 片長   |
| ------------------------------------------------------------------------------------------ | ---------------- | --------------- | ---------------------------- | --------------------- | ------ |
| 《彩虹小馬：小馬國女孩》 My Little Pony: Equestria Girls                                   | 2013年6月15日    | Jayson Thiessen | Meghan McCarthy              | Sarah Wall Devon Cody | 73分鐘 |
| 《彩虹小馬：小馬國女孩－彩虹搖滾》 My Little Pony: Equestria Girls: Rainbow Rocks          | 2014年9月27日    | Jayson Thiessen | Meghan McCarthy              | Sarah Wall Devon Cody | 73分鐘 |
| 《彩虹小馬：小馬國女孩－友誼競賽》 My Little Pony: Equestria Girls: Friendship Games       | 2015年9月26日    | Ishi Rudell     | Josh Haber                   | Devon Cody            | 72分鐘 |
| 《彩虹小馬：小馬國女孩－永恆自由傳奇》 My Little Pony: Equestria Girls: Legend of Everfree | 2016年10月1日    | Ishi Rudell     | Kristine Songco Joanna Lewis | Angela Belyea         | 73分鐘 |

### 特別篇（2017年）
| 標題                                                                   | （北美）發布日期 | 導演        | 編劇                    | 製作          | 片長   | 播放頻道         |
| ---------------------------------------------------------------------- | ---------------- | ----------- | ----------------------- | ------------- | ------ | ---------------- |
| 《彩虹小馬：小馬國女孩特別篇－舞蹈魔法》 Equestria Girls: Dance Magic  | 2017年6月24日    | Ishi Rudell | G.M. Berrow             | Angela Belyea | 22分鐘 | Discovery Family |
| 《彩虹小馬：小馬國女孩特別篇－電影魔法》 Equestria Girls: Movie Magic  | 2017年7月1日     | Ishi Rudell | Noelle Benevuenti       | Angela Belyea | 22分鐘 | Discovery Family |
| 《彩虹小馬：小馬國女孩特別篇－鏡子魔法》 Equestria Girls: Mirror Magic | 2017年7月8日     | Ishi Rudell | Rachel Vine Dave Polsky | Angela Belyea | 22分鐘 | Discovery Family |

### 一小時特別篇（2018年~）
| 標題                                                                                | （北美）發布日期 | 導演                       | 編劇             | 製作                                                 | 片長                     | 播放頻道                  |
| ----------------------------------------------------------------------------------- | ---------------- | -------------------------- | ---------------- | ---------------------------------------------------- | ------------------------ | ------------------------- |
| 《彩虹小馬：小馬國女孩－被遺忘的友誼》 Equestria Girls: Forgotten Friendship        | 2018年2月17日    | Ishi Rudell Katrina Hadley | Nick Confalone   | Angela Belyea                                        | 44分鐘/ 50分鐘（完整版） | Discovery Family/ Youtube |
| 《彩虹小馬：小馬國女孩－友誼雲霄飛車》 Equestria Girls: Rollercoaster of Friendship | 2018年7月6日     | Ishi Rudell Katrina Hadley | Nick Confalone   | Angela Belyea Colleen McAllister                     | 44分鐘                   | Discovery Family/ Youtube |
| 《彩虹小馬：小馬國女孩－春天的魔法》 Equestria Girls: Spring Breakdown              | 2019年3月30日    | Ishi Rudell Katrina Hadley | Nick Confalone   | Angela Belyea Colleen McAllister                     | 44分鐘                   | Discovery Family/ Youtube |
| 《彩虹小馬：小馬國女孩－霞光的後台通行證》 Equestria Girls: Sunset's Backstage Pass | 2019年7月27日    | Ishi Rudell Katrina Hadley | Whitney Ralls    | Angela Belyea Katherine Crownover Colleen McAllister | 44分鐘                   | Discovery Family/ Youtube |
| 《彩虹小馬：小馬國女孩－假日特輯》 Equestria Girls: Holidays Unwrapped              | 2019年11月2日    | Ishi Rudell Katrina Hadley | Anna Christopher | Angela Belyea Katherine Crownover                    | 44分鐘                   | Discovery Family/ Youtube |

《彩虹小馬：小馬國女孩－假日特輯》將是小馬國女孩的最後一部長篇特輯。編劇尼克·孔法隆（Nick Confalone）在2021年三月於個人推特透露，自己原先已計畫好第三季和完結篇，但遭孩之寶取消。

## 登場角色

### 主要角色
- 暮光闪闪/紫悅公主（Twilight Sparkle）

配音員：美國：Tara Strong、Rebecca Shoichet（歌）
本片與本系列主角，原先是一隻薰衣草色身體的獨角獸小馬，動畫第三季尾經由宇宙公主轉變為神駒族，並獲得公主稱號，代表魔法的元素。
她喜歡閱讀，擁有出色的魔法技巧與領導能力。
在電影第一集中，為了拿回被落日霞光盜走的皇冠而來到人類的世界，並且變成一名人類女高中生（就讀坎特拉高中）。
代表元素為魔法。
- 斯派克/穗龍﹙龍﹚（Spike the Dragon）

配音員：美國：Cathy Weseluck
是一隻紫色與綠色相間的幼龍，紫悅的助理，擔負著紫悅與宇宙公主的傳訊工作。在電影第一集中不顧危險跟著紫悅到了人類世界，並變成一隻狗。
- 暮光闪闪/紫悅（人類）（Twilight Sparkle/Sci-Twi）

配音員：美國：Tara Strong、Rebecca Shoichet（歌）
淡薰衣草色皮膚的女生，和小馬世界的紫悅公主一樣博學多聞。
為電影第三集後的主角，外觀與紫悅來到人類世界時一模一樣，差別在於髮型不同及有配戴眼鏡。
前水晶預科高校首席高材生，於電影第三集後轉學至坎特拉高中。
代表元素與紫悅公主同為魔法，但因曾在友誼競賽中因故遭到魔力反噬而惡魔化，導致其對魔法有某種陰影。
在電影第四集中成功克服對魔法的恐懼。
在《永恆自由傳說》中得到念動力的魔法。
在一小時特別篇《春天的魔法》中，為找到風暴王留下來的魔法來源，跟隨雲寶及落日回到小馬國及轉為紫悅公主成為神駒族前的樣子 。
- 斯派克/穗龍﹙狗﹚（Spike the dog）

配音員：美國：Cathy Weseluck
人類世界的紫悅所飼養的寵物狗，外觀與小馬世界的穗龍來到人類世界時一模一樣。
原本是隻普通的狗，但於電影中因故獲得和人溝通的語言能力。
- 余晖烁烁/落日霞光（Sunset Shimmer）

配音員：美國：Rebecca Shoichet
橙黃色身體，火紅色棕毛的獨角獸，後來到了人類世界並變成人。電影第一集的主要反派，被紫悅公主等人擊敗後改邪歸正，並成為她們的好友。
為本系列中的重要角色，當紫悅公主不在人類世界時，通常於主角群中擔任領導者。
代表元素原先設定為同理心，但在新版官網中顯示為贖罪（Redemption）。
在《永恆自由傳說》中得到讀心術，可看見其他人的过去记忆。
因為出身小馬國所以不少網民猜測其住處和收入，在MV中展示她住的公寓和在壽司店打工。
短片《Queen Of Clubs》中提及她是劍擊社社員。
- 苹果杰克/苹果嘉兒（AppleJack）

配音員：美國：Ashleigh Ball
橘色皮膚，帶牛仔帽的女生，和小馬世界的蘋果嘉兒一樣，個性直爽真誠。
代表元素為誠實。
在《永恆自由傳說》中得到力量強化的魔法。
- 小蝶/柔柔（Fluttershy）

配音員: 美國：Andrea Libman
淡黃色皮膚的女生，個性膽小羞怯。十分關心流浪動物，經常在校園發放保護動物的傳單。
代表元素為善良。
在《永恆自由傳說》中得到和動物溝通的能力。
- 瑞瑞/珍奇（Rarity）

配音員：美國：Tabitha St. Germain、Kazumi Evans（歌）
白皮膚紫髮的女生，和小馬世界的珍奇一樣喜愛服裝設計。
代表元素為慷慨。
在《永恆自由傳說》中得到憑空投影寶石的魔法。
- 云宝黛西/雲寶（Rainbow Dash）

配音員：美國：Ashleigh Ball
藍皮膚彩紅色頭髮，男孩子氣的女生，運動萬能，是校內所有運動社團的社長。
代表元素為忠誠。
在《永恆自由傳說》中得到高速移動能力。
- 萍琪派/碧琪（Pinkie Pie）

配音員: 美國：Andrea Libman
粉紅色膚色的女生，個性活潑又無厘頭，在校內負責活動的規畫。
頭髮能像四次元口袋般收藏像一整桶布殅之類的各種物品，
代表元素為歡樂。
在《永恆自由傳說》中獲得引爆含糖物質的能力。

### 次要角色
- 宇宙校長 （Principal Celestia）

配音員：美國：Nicole Oliver
坎特拉高中的校長，是膚色與宇宙公主相近的女子。
- 月亮副校長 （Vice-principal Luna）

配音員：美國：Tabitha St. Germain
坎特拉高中的副校長，是宇宙校長的妹妹。
- 閃電衛兵（Flash Sentry）

配音員：美國：Vincent Tong
橘膚深藍髮色的男生，為電影第一集的重要角色。對小馬世界的紫悅有好感，也因此對於人類世界的紫悅反而不知道該如何與其相處。
- 崔西（Trixie Lulamoon）

配音員：美國：Kathleen Barr
坎特拉高中的學生，個性與她的對應小馬一樣較為驕傲，第一人稱的用語不是「我」而是「神奇又偉大的崔西（Great and Powerful Trixie，其中Trixie會拉長音）」。
興趣為魔術表演，並為樂團「崔西和迷幻樂團」的主唱。
在特別篇《被遺忘的友誼》中曾協助落日霞光尋找有關『記憶之石』的下落。
- 星光閃耀（Starlight Glimmer）

配音員：美國：Kelly Sheridan
小馬世界一隻體色為淡紫色、鬃毛和尾巴為深紫色混淡青綠色的獨角獸，於《彩虹小馬：小馬國女孩特別篇-鏡子魔法》遇上落日霞光而來到人類世界。
- 茱妮博．蒙太奇（Juniper Montage）

配音員：美國：Ali Liebert
為特別篇《電影魔法》與《鏡子魔法》的反派角色。
- 壁花羞怯（Wallflower Blush）

配音員：美國：Shannon Chan-Kent
為特別篇《被遺忘的友誼》的反派角色。
- 蔓娜（Vignette Valencia）

為特別篇《夢幻樂園的秘密》的反派角色。

### 背景角色
在劇中有許多和小馬世界對應的角色做為背角角色出現過，外觀上的顏色多半和小馬世界裡的體色相近。
- 蘋果麗麗（Apple Bloom）

配音員：美國：Michelle Creber
在小馬世界裡是蘋果嘉兒的妹妹，人類世界裡的她是坎特拉高中的學生之一，在劇中並未多作描寫。
- 史卡特（Scootaloo）

配音員：美國：Madeleine Peters
蘋果麗麗和貝兒的朋友，在劇中並未多作描寫。
- 貝兒（Sweetie Belle）

配音員：美國：Claire Corlett、Michelle Creber（歌）
在小馬世界裡是珍奇的妹妹，人類世界裡的她是坎特拉高中的學生之一，在劇中並未多作描寫。
- 蒂亞拉（Diamond Tiara）

配音員：美國：Chantal Strand
坎特拉高中的學生之一，和銀湯匙是朋友。
- 銀湯匙（Sliver Spoon）

配音員：美國：Shannon Chan-Kent
坎特拉高中的學生之一，和蒂亞拉是朋友。
- 小淘氣、蝸蝸（Snips & Snails）

配音員：美國：Lee Tockar(Snips)、Richard Ian Cox(Snails)
坎特拉高中的學生，傻里傻氣的二人組。
- 麥托什（Big Macintosh）

配音員：美國：Peter New
劇中的背景角色之一，和小馬世界的麥托什一樣有“沒錯”（Eeyup）的口頭禪。
- 采妮（Cheerilee）

配音員：美國：Nicole Oliver
劇中的背景角色之一，在坎特拉高中擔任教師。
- 史密夫婆婆（Granny Smith）

配音員：美國：Tabitha St. Germain
劇中出現過的背角角色之一，似乎是坎特拉高中學生餐廳的負責人。
- 菲尼斯（Photo Finish）

配音員：美國：Tabitha St.Germian
坎特拉高中的學生之一，擅長攝影。
- 小呆/馬芬（Derpy Hooves/Muffins）

配音員：美國：Tabitha St. Germain
坎特拉高中的學生之一，和小馬世界的她一樣有著眼睛左右不對稱的特徵。
- 巴克（Bulk Biceps）

配音員：美國：Jayson Thiessen、Michael Dobson（後期）
坎特拉高中的學生之一，和小馬世界的他一樣有著一身壯碩的肌肉。
- 黑膠刷盤（Vinyl Scratch）

又名DJ小馬，坎特拉高中的學生之一，個性奔放的電子音樂DJ，紫色太陽眼鏡和散亂毛髮是其最突出的特徵。
- 奧特莉亞（Octavia Melody）

配音員：美國：Kazumi Evans
坎特拉高中的學生之一，善於演奏大提琴。
- 萊菈心弦（Lyra Heartstrings）

配音員：美國：Ashleigh Ball
坎特拉高中的學生之一，與甜心糖糖是好友。
- 甜心糖糖/邦邦（Sweetie Drops/Bon Bon）

配音員: 美國：Andrea Libman
坎特拉高中的學生之一，與萊菈是好友。
- 地雷剋（Lord Tirek）

《小馬國女孩》中為電玩遊戲角色。

## 外部連結
- 官方网站